# Ricki and the Flash
Ricky and the Flash is een Amerikaanse film uit 2015 onder regie van Jonathan Demme. De film ging in première op 5 augustus als openingsfilm van het Internationaal filmfestival van Locarno.

## Verhaal
Ricki (Meryl Streep) is een bekende rockster die voor haar muziekcarrière haar gezin in de steek gelaten heeft. Haar ex-man Pete (Kevin Kline) roept haar hulp in om haar dochter Julie (Mamie Gummer, tevens de echte dochter van Meryl Streep), van wie ze vervreemd is, bij te staan. Julie heeft net een zelfmoordpoging achter de rug nadat haar man vreemdgegaan was en het tot een echtscheiding kwam. Zowel haar dochter als haar twee zonen reageren vijandig op haar komst en laten haar weten dat ze niet welkom is. Maureen, de tweede echtgenote van Pete laat Ricki verstaan dat ze er nooit was voor haar kinderen wanneer ze haar nodig hadden en Maureen wel.

## Rolverdeling
| Acteur           | Personage              |
| ---------------- | ---------------------- |
| Meryl Streep     | Ricki Rendazzo / Linda |
| Kevin Kline      | Pete                   |
| Mamie Gummer     | Julie                  |
| Audra McDonald   | Maureen                |
| Sebastian Stan   | Joshua                 |
| Rick Springfield | Greg                   |
| Ben Platt        | Daniel                 |
| Charlotte Rae    | Oma                    |
| Rick Rosas       | Buster                 |
| Gabriel Ebert    | Max                    |
| Gus Halper       | ongeduldige reiziger   |
| Carmen Carrera   | Ricki’s haarstyliste   |